# Młoda Ekstraklasa (2008/2009)
Młoda Ekstraklasa 2008/2009 (oficjalny skrót MESA) – drugi sezon ligowych rozgrywek piłkarskich, przeznaczonych dla drużyn młodzieżowych. Zainaugurowany został meczem GKS-u Bełchatów z Lechem Poznań (2:0), a zakończony 29 maja, kiedy to wszystkie drużyny zaczęły swoje mecze o tej samej godzinie. Mistrzem został Ruch Chorzów.

## Opis rozgrywek
Organizatorem zmagań jest Ekstraklasa SA oraz PZPN, a zwycięzca rywalizacji uhonorowany zostanie oficjalnym tytułem „Mistrza Młodej Ekstraklasy”. Kadry zawodnicze poszczególnych ekip składają się z piłkarzy urodzonych po 1 stycznia 1987, jednak nie młodszych niż 16 lat (kategoria junior starszy). Regulamin rozgrywek dopuszcza jednak możliwość zgłoszenia do drużyny kadry do trzech zawodników przekraczających górną granicę wiekową (21 lat).

## Uczestnicy rozgrywek
- Arka Gdynia
- Cracovia
- GKS Bełchatów
- Górnik Zabrze
- Jagiellonia Białystok
- Lech Poznań
- Lechia Gdańsk
- Legia Warszawa
- Odra Wodzisław Śląski
- Piast Gliwice
- Polonia Bytom
- Polonia Warszawa
- Ruch Chorzów
- Wisła Kraków
- Łódzki KS
- Śląsk Wrocław